# Ioannis Pallikaris
Ioannis Pallikaris (Παλλήκαρης Ιωάννης) és un oftalmòleg grec.
Ha desenvolupat varis procediments per a la cirurgia refractiva de l'ull amb la utilització del laser excimer, tals com:
- Tècnica LASIK el 1989 (Laser-Assisted in situ Keratomileusis) queratomileusis in situ assistida per làser[1]
- EPILASIK el 1993 (Epikeratome Laser-Assisted Keratomileusis) queratomileusis mitjançant epiqueratom assistida per làser.[2]

Mitjançant aquests procediments és possible corregir de forma definitiva la miopia, hipermetropía i astigmatisme, evitant la necessitat d'utilitzar ulleres o lentilles.
Al juny de 1990 va operar a Grècia per primera vegada a un pacient emprant la tècnica LASIK, que a continuació s'ha estès ràpidament per tot el món i és actualment (2010) d'utilització generalitzada per corregir els defectes de refracció.
És el fundador i director del "Vardinoyiannion Eye Institute" de Creta i rector de la Universitat de Creta. Ha estat distingit amb la Binkhorst Medal, que és el guardó més important de l'oftalmologia europea.